# ジェイアール東海ツアーズ

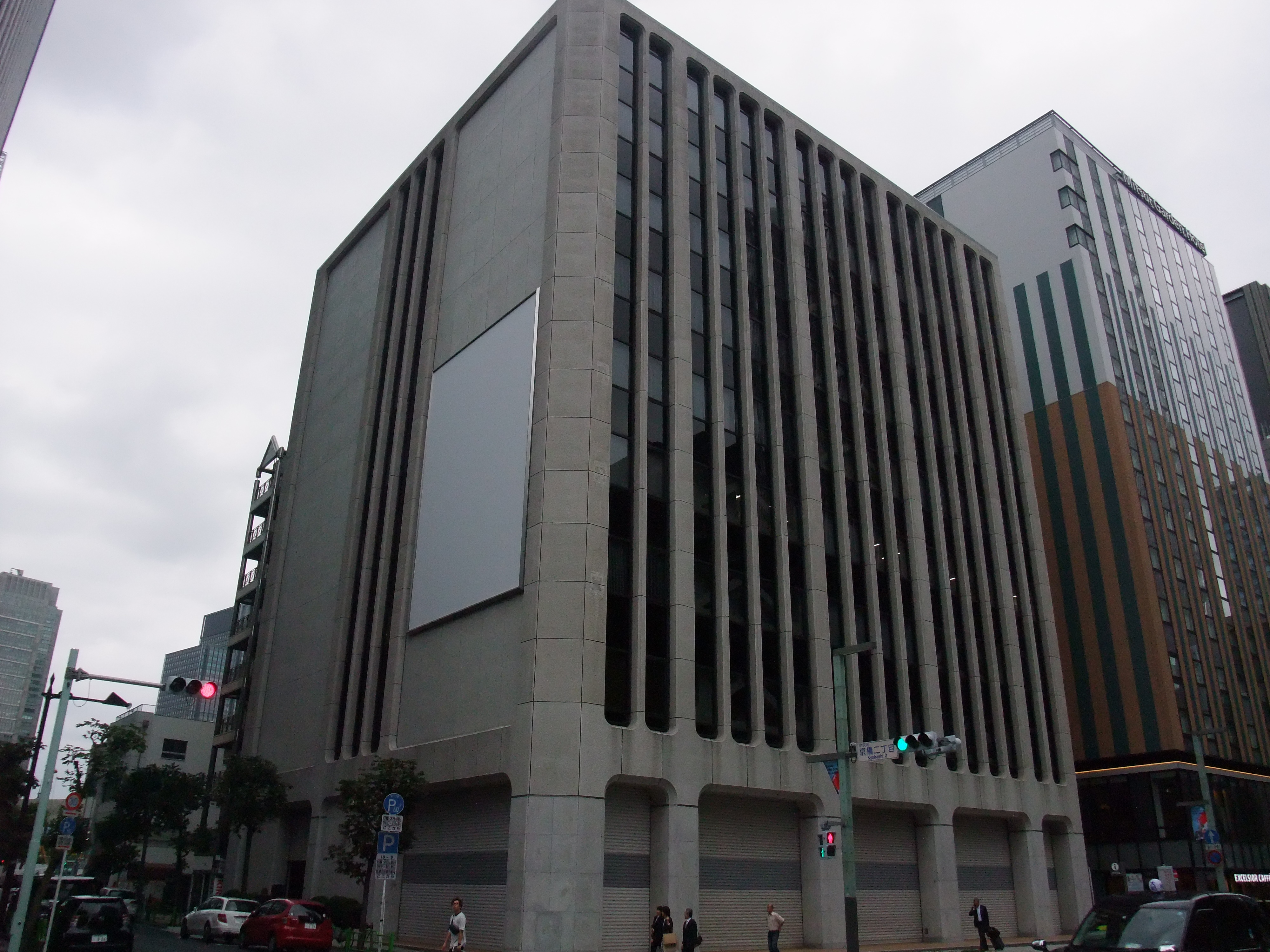
本社が入居する三栄ビル

株式会社ジェイアール東海ツアーズ（ジェイアールとうかいツアーズ、英:  JR TOKAI TOURS, INC.）は東京都中央区に本社を置く、日本の旅行会社。
東海旅客鉄道（JR東海）の連結子会社であり、東海道新幹線を利用する募集型企画旅行を中心に様々な旅行商品を販売している。本社はJR東海の本社所在地である愛知県名古屋市ではなく、東京都中央区に位置している。観光庁長官登録旅行業第957号。

## 概要
主に東海道新幹線を利用した国内旅行のパッケージツアーやフリープランを「ぷらっと」のブランド名で企画・販売している。海外旅行については、以前は「ぷらっとWORLD」→「EXPRESS WORLD」のブランド名で自社商品を販売していたが、現在はびゅうプラザ等と同等に、ルックJTBやJALパックをはじめとした他社企画旅行の販売代理業および国際線航空券の販売などに特化している。社章はJR東海の社章（JRマーク）下に“TOURS”が列記されたもので、公式サイトのドメイン名も「jrtours.co.jp」となっている。
かつては、主にJR東海の駅構内にテナントとしてあるいは大都市の市中に店舗を構えていたが、2024年3月をもって店舗での旅行相談・旅行商品販売を終了した。旅行商品に関する問い合わせや購入操作のサポートと一部の旅行商品のチケット引換えなどを行う「旅のサポートデスク」を数か所設けている。

## 沿革
- 1989年（平成元年）12月18日 - 会社創立。
  - JR東海本体は愛知県知事登録国内旅行業（現・第2種旅行業。現在は東京都知事に登録移転）しか認められず、海外旅行を主催することができないため設立された。
- 1990年（平成2年）4月1日 - 営業開始[4]。
- 2016年（平成28年）3月31日 - 関西の法人営業支店が閉店。
- 2021年（令和3年）2月26日 - 新宿支店が閉店。
- 2022年（令和4年）2月28日 - 店舗での営業を2024年夏までに終了、一部店舗のきっぷうりば（JR券の販売）を除いて順次閉店することを発表。
- 2022年（令和4年）
  - 3月31日 - 新富士、掛川、千種、一宮、JRゲートタワーの各支店が閉店[5]。
  - 9月28日 - 三島、豊橋、津、京都駅新幹線中央口の各支店が閉店[6]。また、新横浜支店での旅行商品取り扱いを終了[6]。
- 2023年（令和5年）
  - 3月24日 - 岐阜支店が閉店、12月20日 - 静岡支店が閉店。
- 2024年（令和6年）3月31日 - 店舗での旅行相談・旅行商品販売を終了[2]。

## 主な旅行商品

### ぷらっと

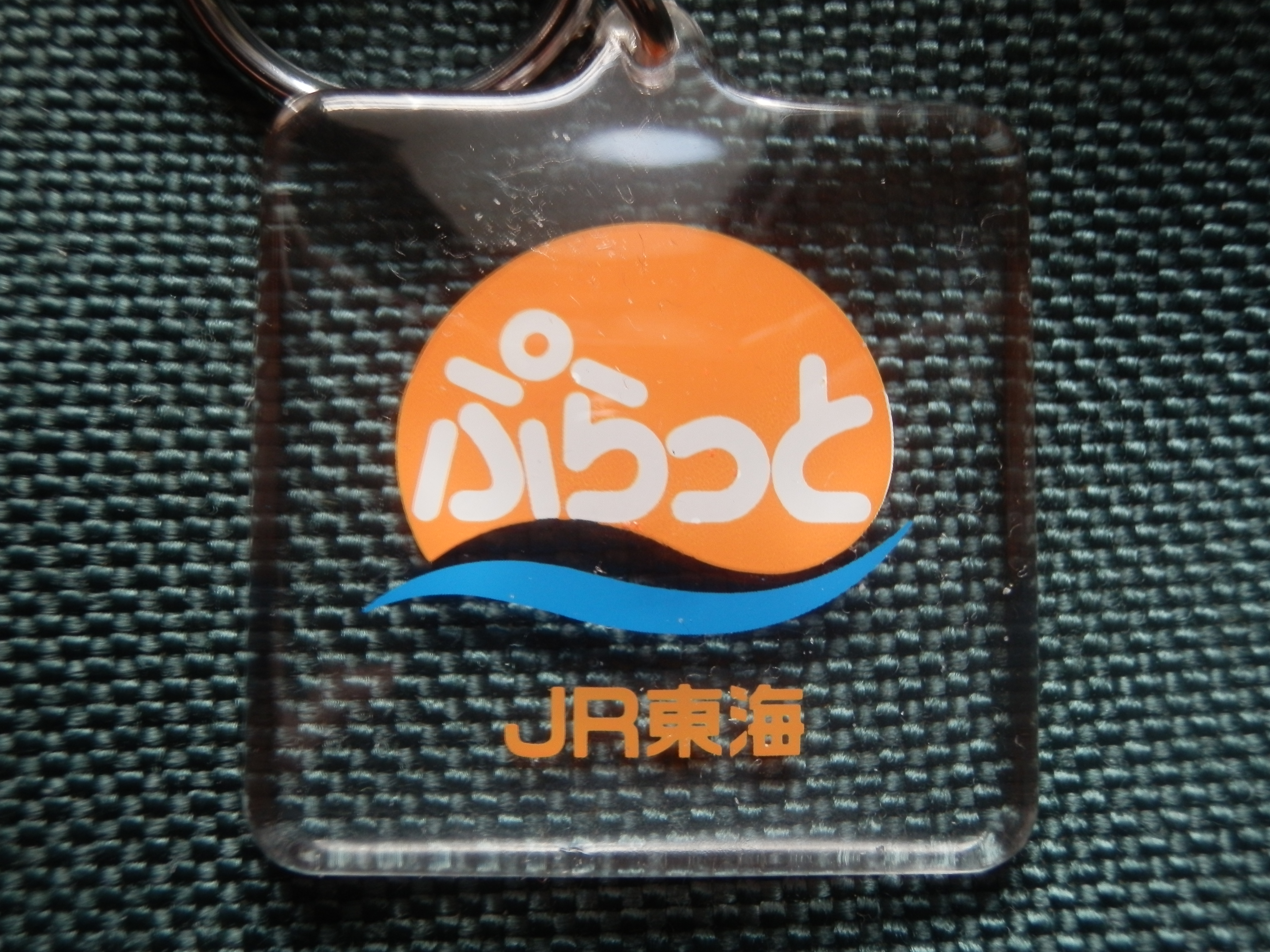
ぷらっとのロゴ（ノベルテイのキーホルダー）

東京駅・品川駅・新横浜駅または東海地方・大阪・京都から東京 - 博多間の東海道・山陽新幹線および九州新幹線を利用するパッケージツアーである。
新幹線からJR在来線または私鉄線に乗り換えて、千葉県（東京ディズニーリゾート）・北陸地方・箱根（小田原駅乗換）・長野県（中央西線利用）・山梨県（身延線利用）・飛騨高山・伊勢志摩・四国・九州へ向かうプランも設定されている。なお、東北方面については中部・関西発のみ設定されている。ただし、国内線の航空を利用したツアーは設定されず、また新潟県・北海道・沖縄県方面のツアーも「ぷらっと」では設定されていない。なお、設定されていない方面や航空利用については他社の商品を取り次ぐことで対応している。
行き先の距離によっては日帰りプランが豊富に取りそろえてあり、これより派生したものが東海道新幹線を特別企画乗車券よりも格安で利用することができる「ぷらっとこだまエコノミープラン」や同線列車利用の「日帰り1day○○プラン」（後述）である。

#### 日帰り1dayプラン
東海道新幹線沿線各地から主に同線内各駅との間を、日帰り往復するプラン（一部「東京ディズニーランド」や「ユニバーサル・スタジオ・ジャパン」が含まれたツアープランもある）。利用条件は、出発地区および目的地によって異なる。制限項目は少なからずあるものの、プランによっては通常期の運賃・料金と比べると割安になるものもある。

##### 主な出発地設定
注記の無い場合は「こだま」普通車自由席利用となる。
- 東京駅・品川駅（いずれも東京都区内発扱い）・新横浜駅発（横浜市内発扱い）の「首都圏発」（京都・大阪・奈良プランは一部の「のぞみ」普通車指定席利用、米原駅下車のプランは「ひかり」普通車指定席利用）
- 静岡県内各駅からの「静岡地区発」（「こだま」普通車またはグリーン車指定席利用・東京プラン（毎日出発のもの）は普通車自由席の利用も可能）
- 豊橋駅・三河安城駅（関西方面各プランのみ）・名古屋駅（名古屋市内発扱い）・岐阜羽島駅（関西方面各プランのみ）発の「中部地区発」（名古屋市内のJR線各駅または豊橋駅発の東京・横浜プランは一部の「のぞみ」・一部の「ひかり」普通車またはグリーン車指定席利用）
- 京都駅（京都市内発扱い）・新大阪駅発（大阪市内発扱い）の「関西地区発」（東京・横浜プランは一部の「のぞみ」普通車またはグリーン車指定席利用）

##### 利用条件
列車限定新幹線と選べる新幹線の2つのルールがあるが、前者は乗り遅れに対する救済措置は原則的に無い。電車ではなく遅延証明ができない自動車やレンタカーを旅行中に利用する場合や時間管理が苦手である場合は本ツアーを利用することは避けた方が無難である。以下に列車限定新幹線及び選べる新幹線の制約及び特徴を示す。
共通
- 乗車日の変更は一切出来ないので、一旦払い戻した上で購入し直す。
- 途中駅での乗下車は無効となり、乗車全区間の通常運賃・料金が別途必要となる。つまり内方乗車は一切できない。
- 設定区間外にはみ出す場合（乗降駅の同一改札内で別の東海道・山陽新幹線列車への乗換え含む）は、乗り越す新幹線区間の乗車券・特急券を別途用意する必要がある。乗り越し区間が自由席特急券利用の場合は当然、自由席車に移動しなければならない。

- 指定席利用プランの場合、選べる列車が「ぷらっとこだまエコノミープラン」より限られる（特に「中部地区発」「関西地区発」の東京・横浜プラン）。
- プランによっては利用不可能日が存在する、またはあってもより価格の高いツアーのプランとなる（例：「関西地区発」東京・横浜プランの場合、祝日を除いて月・金曜及び一部の最繁忙期の設定はなし）。
- 旅行開始日の一定期限日までに予約が必要（出発地区や目的地により期限日数は異なる）。
- 旅行商品なので直前の変更は不可、一度キャンセルしてから再度予約する。
- キャンセルの場合は所定のキャンセル料がかかる（JR券ではないので、JR券のキャンセル料より高め）。
- プランによっては2人以上からの申し込みとなる。

列車限定新幹線
- 列車・座席などの変更も一切出来ない。
- 指定列車への乗り遅れ等の如何なる理由であっても、指定列車以外の列車には自由席も含めて乗車できない。また、指定列車であっても指定席種以外の利用は自由席も含めて不可。
- 指定席利用プランの場合、あらかじめ指定した列車以外の利用は普通車自由席も含めて一切不可。
- 日帰り旅行の場合は列車限定新幹線のみのツアーしかない。
- 一部の日帰り旅行は「のぞみ」しか乗れないツアーもある（例：「首都圏発」大阪プランなど）。

など。
選べる新幹線
- 該当の列車に乗り遅れた場合、当日中に後続の普通車自由席に乗車することが可能。
- 後続の普通車自由席に乗車する場合、予約した列車の種類より上等の列車に乗車することは不可（例：「ひかり」を予約した場合は「のぞみ」、「こだま」を予約した場合は「ひかり」「のぞみ」には乗車不可。）。
- 「ひかり」「のぞみ」を選んだ場合は追加料金が数千円発生する。乗車する時間帯が朝または夕方であるほどより追加料金が高くなることもある。
- 宿泊を伴うツアーしかないが、一部の宿泊ツアーは列車限定新幹線のみや選べる新幹線のみしか選べないツアーもある。

ただし、プランによっては逆にぷらっとこだまエコノミープランより有利な項目もある。
- 乗車券に「特定都区市内制度」が受けられる。
- 「首都圏発」の京都・奈良プランの帰りの列車は任意に選べる（一度予約した後の乗車変更および指定した列車以外の利用は普通車自由席も含めて一切不可）。
- 「静岡地区発」の毎日出発の東京プランおよび、「中部地区発」の京都・大阪・奈良プランは「こだま」普通車自由席利用なら利用列車の制限がない。
- 500円 - 3000円（利用可能金額はプランによって異なる）相当の食事もしくは土産クーポン券あるいは各種施設利用券（使用可能なのは指定された店舗もしくは施設限定）が付属する。
- グリーン車プランの設定もあり、「関西地区発」「中部地区発」の東京・横浜プランで利用可能となっている。追加料金は関西地区発の場合は往復2400円、中部地区発は2000円。
  - 「グリーン車利用でありながら、通常の普通車指定席往復運賃より安くて、かつクーポン付き」という破格の設定になっている。例として、大阪市内 - 東京都区内間の「のぞみ」通常期普通車指定席往復運賃が28100円、同グリーン車指定席往復運賃が37380円であるのに対して、大阪市内発1day東京グリーンプランが23200円と割引率が高い。
  - 「首都圏発」の京都・大阪・奈良プランには、この設定はない。
  - 「静岡地区発」土休日発の東京プランおよび毎日出発の京都プランにも同様の設定がある。

### トーキョー☆ブックマーク
名古屋駅・新大阪駅・京都駅発の東京観光の情報を発信するプロジェクトで、JR東海、JR東海ツアーズのほかJTB、日本旅行、近畿日本ツーリスト個人旅行、名鉄観光サービス、東武トップツアーズが参加している。webサイトでの観光情報発信に加え、トーキョー☆ブックマークの名のついたプランを各社が提供している。のぞみ号の往復指定席（新横浜駅、品川駅、東京駅のいずれかで下車）とホテルの宿泊がセットになっている。

## 発券の機械化

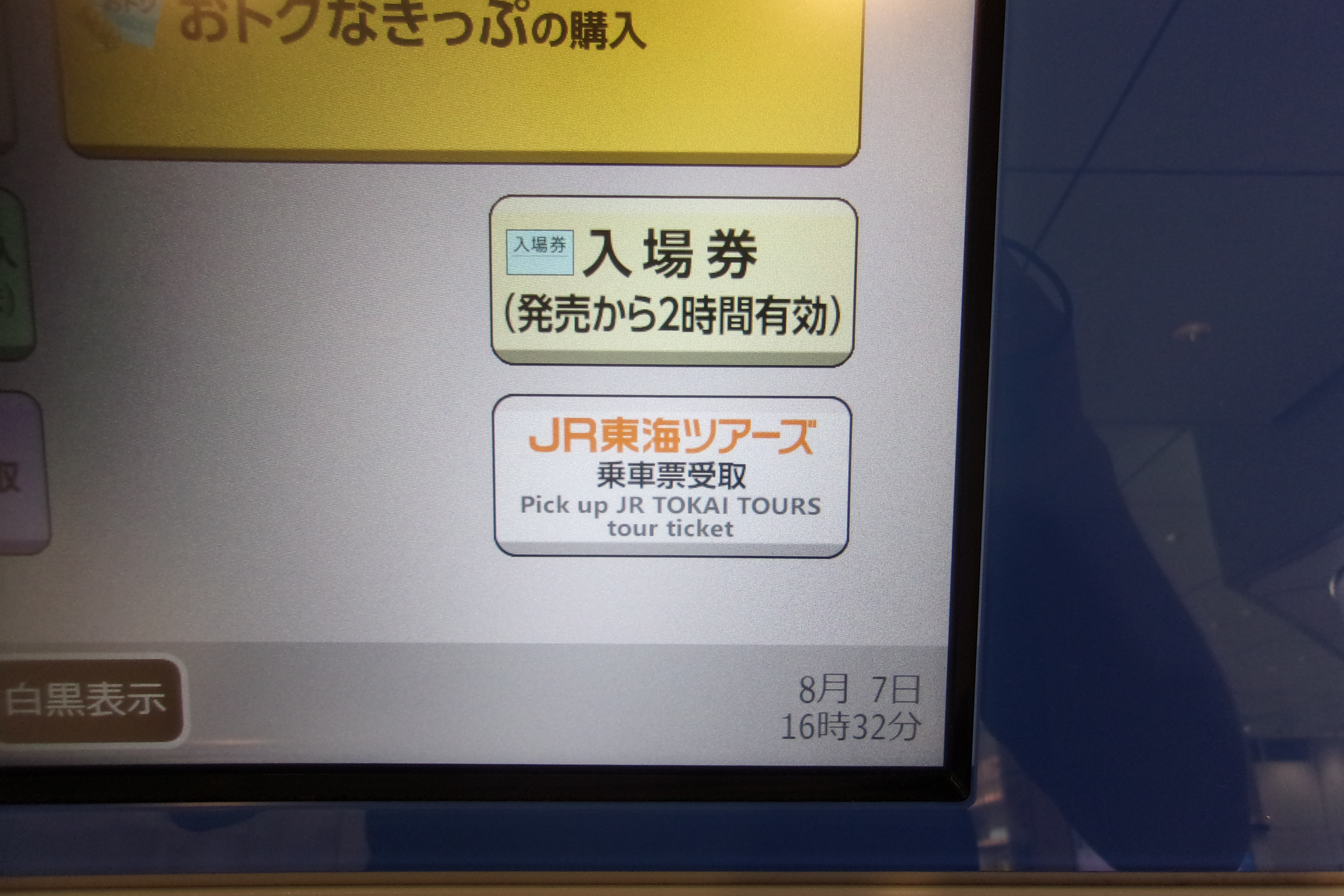
ツアーズ企画券が受け取れる東海道新幹線の自動券売機

新型コロナウイルス感染症の流行により店舗の営業時間短縮や、従業員と客の接触を減らすための配慮から、上記の東海道新幹線を利用する企画券類が、東海道新幹線の駅の改札外自動券売機（駅構内の在来線からの乗り換え改札設置機は未対応）で受け取れるようになった。
利用はツアーズのインターネットサイトから予約し、クレジットカード決済すると、登録した携帯電話にメールが届き、そこからQRコードを取得し、券売機にかざすことで発券される。

## 労働組合
- ジェイアール東海ツアーズ労働組合（JR東海グループ労働組合連合会）